# Хаарман, Вильгельм
Вильгельм Хаарман (нем. Wilhelm Haarmann; 24 мая 1847, Хольцминден, Нижняя Саксония — 6 марта 1931, Хёкстер, Северный Рейн-Вестфалия) — немецкий химик-органик. Доктор наук (1872). Предприниматель.

## Биография
С 1866 года обучался в Школе горного дела и металлургии в Клаусталь-Целлерфельде, позже с 1869 года — в Гёттингенском университете. Ученик Фридриха Вёлера. С 1869 года сотрудничал с Августом Вильгельмом фон Гофманом в Берлинском университете. Во время Франко-прусской войны служил в прусской армии. В 1872 году получил докторскую степень в Гёттингенском университете.

## Научная деятельность
Проводил исследования терпенов. В 1874 году совместно с Фердинандом Тиманом получил ванилин, путём окисления кониферина и кониферилового спирта хромовой кислотой.
Вместе с Фердинандом Тиманом (в качестве консультанта) В. Хаарманн в 1875 году в Хольцминдене основал фабрику Haarmann Vanillinfabrik, производящую ванилин из хвойных пород дерева.
Реакция Реймера-Тимана, открытая Тиманом совместно с Карлом Людвигом Реймером, открыла альтернативный путь к получению ванилина, и Реймер присоединился к компании основателей фабрики, которая была переименована в Haarmann & Raimer. Первый немецкий патент на изобретение был подан летом 1877 года. В 1876 году Ф. Тиман за изобретение был награждён Медалью Котениуса академии Леопольдина.
Хаарманну удалось получить ванилин из эвгенола, компонента гвоздичного масла, что сделало производство более дешёвым, снизило производственные затраты и принесло производству ванилина значительные прибыли.
Haarmann & Raimer была куплена Bayer AG в 1953 году, в 2003 году снова стала независимой компанией под названием Symrise.